# Гай Ліциній Мурена
Гай Ліциній Мурена (*Gaius Licinius Murena, бл. 103 до н. е. — після 48 до н. е.) — політичний діяч часів Римської республіки.

## Життєпис
Походив зі впливового плебейського роду Ліциніїв Мурен. Молодший син Луція Ліцинія Мурени, претора 88 року до н. е. Народився близько 103 року до н. е. Ймовірно, в 84—81 роках до н. е. служив в Азії під орудою свого батька.
У 67 або 66 році до н. е. обіймав посаду курульного еділа. Під час каденції разом з колегою Авлом Теренцієм Варроном прикрасив коміцій картинами, вивезеними з Лакедемону.
У 64 році до н. е. вирушив до провінції Трансальпійська Галлія як легат свого брата Луція Ліцинія Мурени. У 63 році до н. е. залишився на чолі провінції, коли Луцій поїхав до Риму для участі в консульських виборах. Того ж року заарештував в провінції агентів Луція Сергія Катиліни. Між 48 і 46 роками до н. е. всиновив за заповітом Авла Теренція Варрона Мурену. Подальша доля невідома.